# Nomada noskiewiczi
Nomada noskiewiczi là một loài Hymenoptera trong họ Apidae. Loài này được Schwarz mô tả khoa học năm 1966.